# Dresorul de țestoase
Dresorul de țestoase  (în turcă Kaplumbağa Terbiyecisi) este o pictură realizată de Osman Hamdi Bey în două versiuni în anii 1906 și 1907. A fost vândută în anul 2004 pentru suma de 3,5 milioane de dolari și este expusă în prezent la Muzeul Pera din Istanbul.
În Dresorul de țestoase, Osman Hamdi Bey satirizează încercările lente și ineficiente de reformare a Imperiului Otoman, prin încercările unui personaj istoric anacronic de a dresa niște broaște țestoase. Pictura înfățișează un bărbat în vârstă îmbrăcat în haine tradiționale religioase otomane, costum care precede introducerea fezului și răspândirea stilului de îmbrăcăminte vestic odată cu reformele Tanzimatului de la mijlocul secolului al XIX-lea. Dresorul are un flaut tradițional cu care încearcă să le „dreseze” pe broaștele țestoase aflate la picioarele lui.

## Context istoric
Osman Hamdi Bey a creat pictura într-un moment de mari tulburări politice și sociale din Imperiul Otoman. Reformele introduse de către sultanul Abdul-Hamid al II-lea fie s-au dovedit ineficiente, fie au dus la creșterea tulburărilor. Imperiul Otoman, care mai cuprindea părți ale Peninsulei Balcanice, părți din Africa de Nord, din Anatolia și Levant și o mare parte din Peninsula Arabică, se afla la intrarea în secolul al XX-lea sub amenințări serioase atât din cauza creșterii mișcărilor naționaliste de pe teritoriul său, cât și a incursiunilor puterilor străine care, în cele din urmă, au împărțit imperiul între ele în perioada de după Primul Război Mondial.
Deși nu s-a văzut la momentul respectiv sau nu s-a înțeles în acele timpuri, pictura a avut o mai mare importanță în următoarele decenii, precedând Revoluția Junilor Turci din 1908, care a dus la sfârșitul conducerii autocrate a sultanului (înlocuit de regimul celor Trei Pași după Lovitura de stat otomană din 1913) și a pregătit scena pentru intrarea imperiului în Primul Război Mondial de partea Puterilor Centrale și pentru împărțirea sa ulterioară.